# Moutassarif
 (septembre 2016).
Si vous disposez d'ouvrages ou d'articles de référence ou si vous connaissez des sites web de qualité traitant du thème abordé ici, merci de compléter l'article en donnant les références utiles à sa vérifiabilité et en les liant à la section « Notes et références ».

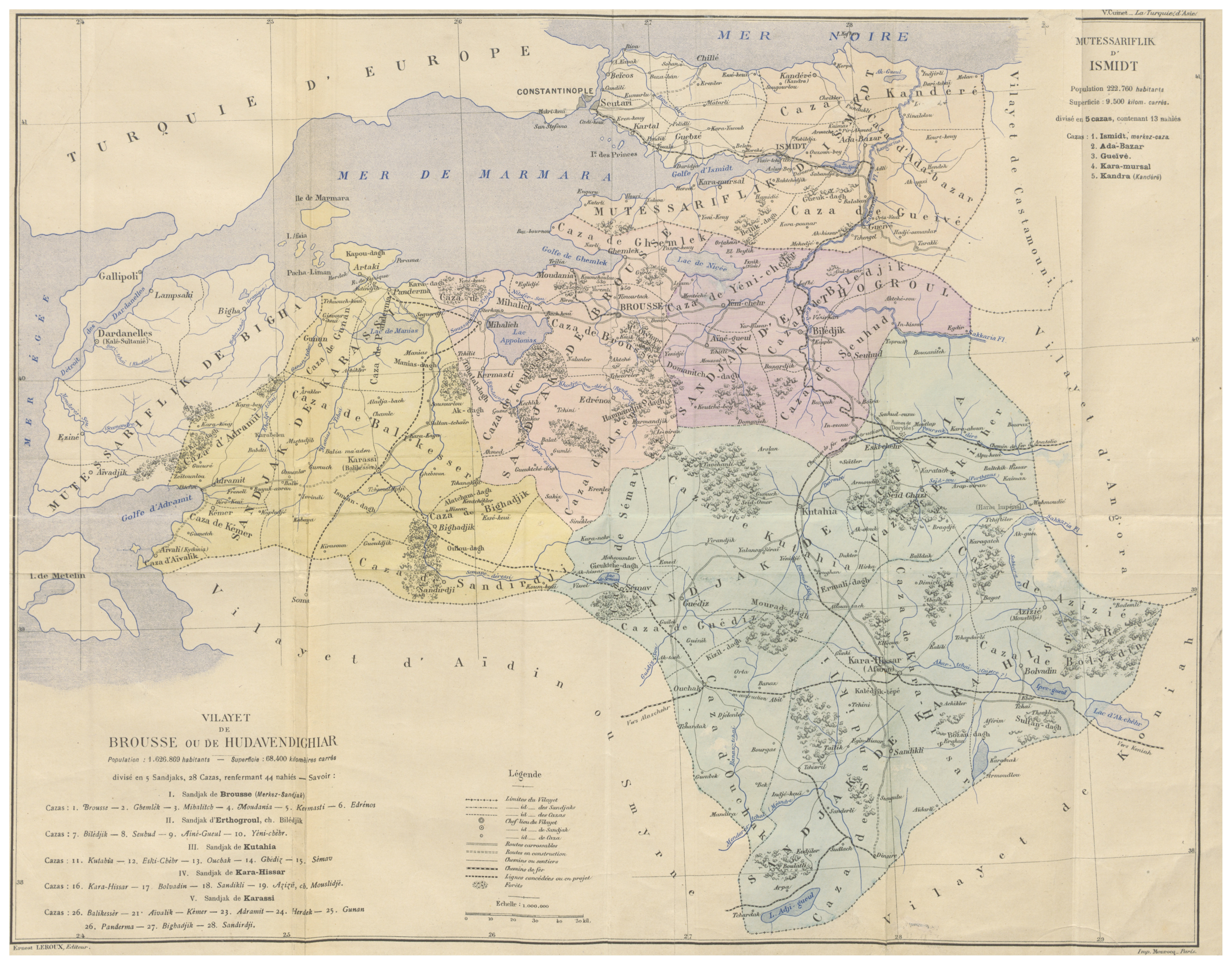
Différents moustassarifs, carte de Cuinet (1895)

Un moutassarif ou moutasarrif est le dirigeant d'une province de l'ex-Empire ottoman nommée sandjak.

## Histoire
Le moutasarrif est nommé par le sultan et a pour charge, entre autres, de collecter les impôts.
Au XIXe siècle, plusieurs sandjaks désignés comme moutasarrifat ou moutassarifat (en arabe : متصرفية, en turc : Mutasarrıflığı) reçoivent un statut d'autonomie sous le contrôle direct du gouvernement central :
- Moutassarifat de Chypre de 1861 à 1868.
- Moutassarifat du Mont-Liban (en turc : Cebel-i Lübnan Mutasarrıflığı) de 1861 à 1915.
- Moutassarifat ou sandjak de Zor créé en 1870[2].
- Moutassarifat de Jérusalem formé en 1872.
- Moutassarifat de Kocaeli (Izmit) formé en 1888[3].
- Moutassarifat d'Al-Karak (en) formé en 1894-1895.